# Nordic Hotel forum
Nordic Hotel Forum est un hôtel et centre de conférences au centre-ville à Tallinn en Estonie.

## Présentation
L'hôtel a ouvert ses portes en décembre 2007.
Nordic Hotel Forum est géré par Nordic Hotels OÜ, une société fondée en 2002 avec des capitaux estoniens.
Nordic Hotel Forum dispose d'un total de 267 chambres, dont 232 chambres standard, 17 chambres de classe affaires, 10 chambres doubles de luxe et 8 suites.
L'hôtel dispose également d'un parking souterrain de 32 places.
Au premier étage de l'hôtel se trouve le restaurant Monaco, qui peut accueillir 152 personnes.
Le bar du hall de 70 places et le Sinine Salon SPA & Salon sont également situés au même étage.
Le centre de conférence est situé au deuxième étage. Il compte six salles de conférence et de réunion de différentes tailles et un total de 430 places.
L'hôtel abrite également les consulats honoraires de la Principauté de Monaco et de la République d'Afrique du Sud.
Au huitième étage de l'hôtel, on trouve un centre de détente avec une piscine intérieure (5×9 mètres), un jacuzzi, deux saunas, et une salle d'entraînement.